# Vértigo (pel·lícula de 1946)
Vértigo és una pel·lícula mexicana de 1946, amb direcció de Antonio Momplet. Protagonitzada per María Félix, Emilio Tuero i Lilia Michel, és una adaptació de la novel·la Alberte (1926) de Pierre Benoit. Es va distribuir als Estats Units com Dizziness («mareig») i com a Desvarío a Brasil.

## Sinopsi
Mercedes Mallea (María Félix) és una dona que es va casar sent gairebé una nena. El seu marit mor quan ella encara és jove i atractiva. Malgrat la seva joventut Mercedes decideix passar una vida solitària en la seva hisenda, més encara quan la seva única companyia, la seva filla Gabriela (Lilia Michel) part a estudiar a l'estranger. Anys després, Gabriela torna a casa per a presentar a la seva mare a Arturo (Emilio Tuero), el seu futur marit. El conflicte es deslliga quan entre Mercedes i Arturo comença a sorgir una profunda i perillosa atracció. Penedida en veure el dolor que està causant a la seva filla, Mercedes afanya els preparatius de les noces. Arturo malalta, Gabriela va buscar al doctor i el triangle amorós acaba en una fatalitat.

## Repartiment
- María Félix com Mercedes Mallea.
- Emilio Tuero com Arturo.
- Lilia Michel com Gabriela.
- Julio Vila-real com a Don Agustín.
- Emma Roldán com Nana Joaquina.
- Manuel Noriega com Santos.
- Jorge Mondragón com Miguel Mendoza.
- Rosa Castro com a Augusta.
- Arturo Soto Rangel com a Pare Montcada.
- Eduardo Arozamena com a Don José María.
- Paco Fuentes com a Dr. Irineo.
- Lauro Benítez com a Don Godofredo.
- Jorge Arriaga com a Home en cantina (no acreditat).
- Paco Astol com a Pagès (no acreditat).
- José Escanero com a Pagès (no acreditat).
- Leonor Gómez com a Dona en església (no acreditada).
- Chel López com a Pagès (no acreditat).
- Francisco Pando com a Don Prisciliano (no acreditat).
- Enriqueta Resa com a Dona en església (no acreditada).
- José Ignacio Rocha com a Convidat al ball (no acreditat).
- Félix Samper com a Convidat al ball (no acreditat) .

## Producció
Segons María Félix en la seva autobiografia Todas mis guerras, el guió de la pel·lícula va ser escrit originalment per a Dolores del Río, però l'error d'un missatger va fer que arribés a les mans de Félix. Per contra, el guió de La selva de fuego (escrit per Félix), arriba a mans de Del Río, qui protagonitzà la pel·lícula.

## Premis
Va rebre en la II edició dels Premis Ariel el 1947 els premis a la millor coactuació femenina (Lilia Michel) i millors efectes especials, i va ser nominada a millor actriu de quadre (Emma Roldán), millor disseny de producció i millor disseny de vestuari.